# Virgil Williams
Virgil Williams ist ein US-amerikanischer Drehbuchautor und Produzent von Fernsehserien und Filmen. Gemeinsam mit Dee Rees wurde Williams im Rahmen der Oscarverleihung 2018 für die Adaption des gleichnamigen Romans für ihren Film Mudbound für einen Oscar nominiert.

## Leben
Als Drehbuchautor begann Williams für die Fernsehserie 24 zu arbeiten, wechselte 2005 in dieser Funktion zu der Fernsehserie Emergency Room – Die Notaufnahme, und schrieb von 2011 bis 2017 für insgesamt 18 Folgen der Fernsehserie Criminal Minds die Drehbücher.
Für den Film Mudbound von Dee Rees schrieb Williams erstmals das Drehbuch für einen Film. Für diesen war Williams zudem als ausführender Produzent tätig. Gemeinsam mit Rees wurde Williams im Rahmen der Oscarverleihung 2018 für die Adaption des gleichnamigen Romans für einen Oscar nominiert.
Ende Juni 2018 wurde Williams ein Mitglied der Academy of Motion Picture Arts and Sciences.

## Filmografie
- 2002–2004: 24 (Fernsehserie, 4 Folgen)
- 2005–2007: Emergency Room – Die Notaufnahme (ER, Fernsehserie, 9 Folgen)
- 2011–2017: Criminal Minds (Fernsehserie, 18 Folgen)
- 2017: Mudbound
- 2021: A Journal for Jordan
- 2024: The Piano Lesson

## Auszeichnungen
Black Reel Award
- 2018: Nominierung für das Beste Drehbuch (Mudbound)[5]
- 2025: Nominierung für das Beste Drehbuch (The Piano Lesson)[6]

Oscar
- 2018: Nominierung für das Beste adaptierte Drehbuch (Mudbound)

Writers Guild of America Award
- 2018: Nominierung für das Beste Originaldrehbuch (Mudbound)[7]